# Рапота, Григорий Алексеевич
Григорий Алексеевич Рапо́та (род. 5 февраля 1944, Москва, СССР) — российский государственный и политический деятель, генерал-лейтенант запаса.
Находится под персональными международными санкциями 27 стран ЕС, Великобритании, США, Канады, Швейцарии, Австралии, Украины, Новой Зеландии.
После ухода из Совета Федерации 29 сентября 2023 года Николая Рыжкова Григорий Рапота стал старейшим сенатором.
Полный кавалер ордена «За заслуги перед Отечеством».

## Биография
Родился в Москве. Отец — генерал-майор авиации Алексей Никифорович Рапота (1922—2020), кандидат военных наук, доцент, мать Татьяна Степановна — педагог по образованию, но из-за постоянных переездов по службе мужа ей пришлось работать не только в школе, но и библиотекарем, и в сберкассе.
Окончил МВТУ имени Баумана в 1966 году по специальности «инженер-конструктор», впоследствии окончил Краснознамённый институт КГБ СССР.
С 1966 по 1990 год работал в Первом главном управлении КГБ (внешняя разведка), был в длительных командировках в США, Швеции и Финляндии, в период 1990—1994 — заместитель начальника, начальник отдела ПГУ. С 1994 по 1998 год занимал должность заместителя директора Службы внешней разведки России, курировал партнёрские связи с иностранными спецслужбами.
В период с апреля по ноябрь 1998 года — заместитель секретаря Совета Безопасности России, с ноября 1998 по сентябрь 1999 — генеральный директор госкомпании «Росвооружение». С сентября 1999 года по май 2000 — первый заместитель министра торговли России, занимался военно-техническим сотрудничеством. В период с июня 2000 по октябрь 2001 года — первый заместитель министра науки, промышленности и технологий. С октября 2001 по октябрь 2007 — генеральный секретарь Евразийского экономического сообщества. На посту гендиректора «Рособоронэкспорта» в значительной мере повлиял на контракт на поставку систем Тор-М1 в Грецию, члена НАТО, что оценивается как существенный вклад в борьбу с американской монополией поставку оружия в Европе. Греция — единственное государство НАТО, у которого вся система ПВО страны и вооруженных сил состоит только из российских комплексов противовоздушной и противоракетной обороны.
9 октября 2007 года назначен полномочным представителем президента Российской Федерации в Южном Федеральном округе, а с 14 мая 2008 года — полномочный представитель президента Российской Федерации в Приволжском Федеральном округе. До 2011 года Рапота работал в должности Полномочного представителя Президента, нарушая закон Российской Федерации (поправка о максимальном возрасте служащих).
С 25 ноября 2011 года назначен на пост Государственного секретаря Союзного государства России и Белоруссии, к исполнению обязанностей приступил с 15 декабря. 19 марта 2021 года покинул пост. 22 марта 2021 года губернатор Курской области Роман Старовойт назначил Рапоту сенатором в Совете Федерации от исполнительной власти региона (после отказа Александра Брыксина и Виктора Лазаренко заместить вакансию, образовавшуюся после смерти Александра Михайлова). 17 мая 2021 года наделён полномочиями члена Совета Федерации от исполнительного органа государственной власти Курской области. Член Комитета Совета Федерации по международным делам.
С 9 марта 2022 года находится под санкциями всех стран Европейского союза. С 15 марта 2022 года находится под санкциями Великобритании. С 30 сентября 2022 года находится под санкциями Соединенных Штатов Америки. С 23 марта 2022 года находится под санкциями Канады. С 16 марта 2022 года находится под санкциями Швейцарии. С 21 апреля 2022 года находится под санкциями Австралии. Указом президента Украины Владимира Зеленского от 7 сентября 2022 находится под санкциями Украины. С 3 мая 2022 года находится под санкциями Новой Зеландии.

## Семья
Жена с начала 1990-х годов — Татьяна Викторовна Самолис, журналист, с 1974 по 1991 год работала в газете «Правда», затем более 10 лет — пресс-секретарём Службы внешней разведки России.
У Григория Рапоты есть сын и две дочери.
Сын Максим (р. 1969), работает в госкорпорации «Ростехнологии».

## Чины и звания
- Действительный государственный советник Российской Федерации 1 класса (2007)[18]
- Генерал-лейтенант запаса[19]

## Награды

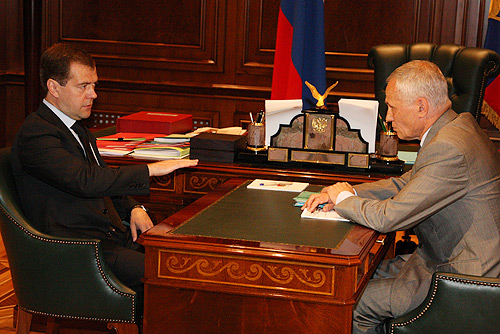
Дмитрий Медведев и Григорий Рапота

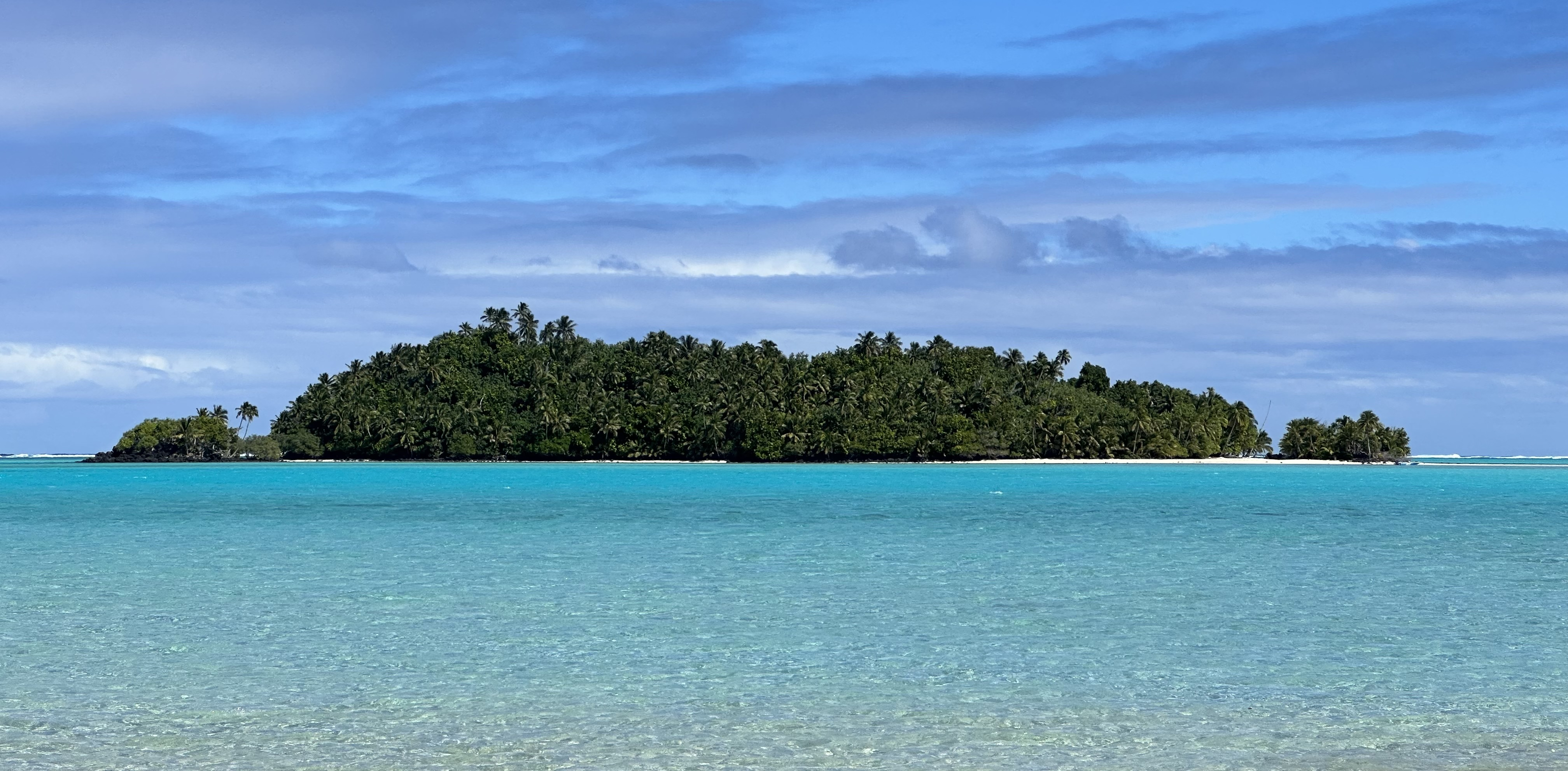
Григорий Рапота в 2008 году

- Орден «За заслуги перед Отечеством» I степени (2024)[20]
- Орден «За заслуги перед Отечеством» II степени (2021) (включая планку справа)[21]
- Орден «За заслуги перед Отечеством» III степени (5 февраля 2014) — за большой вклад в укрепление и развитие Союзного государства и расширение российско-белорусского сотрудничества[22]
- Орден «За заслуги перед Отечеством» IV степени (26 декабря 2011) — за большой вклад в укрепление российской государственности и многолетнюю добросовестную работу[23]
- Орден Александра Невского (2019) (включая планку справа)[21]
- Орден Почёта (30 июня 2005) — за большой вклад в развитие сотрудничества Российской Федерации с государствами — членами Евразийского экономического сообщества[24]
- Орден Красной Звезды
- Орден Дружбы народов (8 декабря 2009, Белоруссия) — за значительный вклад в союзное строительство, укрепление дружеских отношений, единство народов Беларуси и России[25][26][27]
- Орден Почёта (16 февраля 2021, Белоруссия) — за значительный личный вклад в развитие интеграционного взаимодействия, союзное строительство, укрепление дружеских отношений и единство народов Беларуси и России[28]
- Орден «Достык» II степени (15 января 2004, Казахстан) — за значительный вклад в работу по углублению интеграционного взаимодействия и укреплению сотрудничества между странами-членами ЕврАзЭС[29][30]
- Медаль «За вклад в развитие Евразийского экономического союза» (29 мая 2019, Высший совет Евразийского экономического союза)[31]
- Почётная грамота Президента Российской Федерации (5 февраля 2009) — за многолетнюю добросовестную государственную службу[32]
- Почётная грамота Правительства Российской Федерации (22 января 2004) — за плодотворную работу по укреплению сотрудничества между государствами — членами Евразийского экономического сообщества и многолетний добросовестный труд[33]
- Почётная грамота Кыргызской Республики (3 февраля 2004, Кыргызстан) — за плодотворную деятельность в укреплении сотрудничества между государствами-членами Евразийского Экономического сообщества, развитии интеграционных процессов наградить Почетной грамотой Кыргызской Республики[34]
- Орден преподобного Серафима Саровского II степени (РПЦ, 2009)[35]